# Speciální ekonomická zóna
Speciální ekonomická zóna (též Zvláštní ekonomická zóna) je zpravidla vyčleněné území, které má ekonomická práva odlišná od ekonomických práv dané země (nižší daně, celní osvobození,…). Jejím cílem obvykle je zvyšování investic ze zahraničí. Zvláštní ekonomické zóny byly ustavené v řadě zemí světa – například v Brazílii, Číně, Indii, Kazachstánu, Polsku, Rusku a na Ukrajině. V Česku funkci obdobných geograficky ohraničených zón nahrazují všeobecná pravidla pro podnikání platící na celém území – především Zákon o investičních pobídkách.

## Čína
V Číne bylo v letech 1980 až 1984 vytvoření 6 speciálních ekonomických zón (SEZ) za cílem přílivu investic ze zahraničí. Byly otevřeny v rámci provádění ekonomických reforem čínskou vládou. V roce 1984 bylo též otevřeno 14 čínských přístavů pro mezinárodní obchod. Byly zde sníženy či zrušeny cla a jsou vybírány nižší daně. Postupnými reformami byly otevřeny další přístavy i celé pobřežní provincie a vytvořil se tak nekolikaúrovňový systém postuopného otevírání se zahraničnímu obchodu na pobřeží, v povodí řek a ve městech. Čínská vláda si od toho slibuje větší přísun zahraničních investic. Dnes existuje 15 zón volného obchodu, 23 ekonomických a průmyslových zón na úrovni městských prefektur a 53 nových oblastí ve velkých a středně velkých městech, které jsou zaměřeny na různá průmyslová odvětví.
| Typ                                                          | Město            | Provincie  |
| ------------------------------------------------------------ | ---------------- | ---------- |
| Speciální ekonomická zóna (SEZ)                              | Šen-čen          | Kuang-tung |
| Speciální ekonomická zóna (SEZ)                              | Ču-chaj          | Kuang-tung |
| Speciální ekonomická zóna (SEZ)                              | Šan-tchou        | Kuang-tung |
| Speciální ekonomická zóna (SEZ)                              | Sia-men          | Fu-ťien    |
| Speciální ekonomická zóna (SEZ)                              | Kašgar           | Sin-ťiang  |
| Speciální ekonomická zóna (SEZ)                              | -                | Chaj-nan   |
| Oblasti pobřežního rozvoje (angl. Coastal Development Areas) | Ta-lien          | Liao-ning  |
| Oblasti pobřežního rozvoje (angl. Coastal Development Areas) | Čchin-chuang-tao | Che-pej    |
| Oblasti pobřežního rozvoje (angl. Coastal Development Areas) | Tchien-ťin       | -          |
| Oblasti pobřežního rozvoje (angl. Coastal Development Areas) | Jen-tchaj        | Šan-tung   |
| Oblasti pobřežního rozvoje (angl. Coastal Development Areas) | Čching-tao       | Šan-tung   |
| Oblasti pobřežního rozvoje (angl. Coastal Development Areas) | Lien-jün-kang    | Ťiang-su   |
| Oblasti pobřežního rozvoje (angl. Coastal Development Areas) | Nan-tchung       | Ťiang-su   |
| Oblasti pobřežního rozvoje (angl. Coastal Development Areas) | Šanghaj          | -          |
| Oblasti pobřežního rozvoje (angl. Coastal Development Areas) | Ning-po          | Če-ťiang   |
| Oblasti pobřežního rozvoje (angl. Coastal Development Areas) | Wen-čou          | Če-ťiang   |
| Oblasti pobřežního rozvoje (angl. Coastal Development Areas) | Fu-čou           | Fu-ťien    |
| Oblasti pobřežního rozvoje (angl. Coastal Development Areas) | Kuang-čou        | Kuang-tung |
| Oblasti pobřežního rozvoje (angl. Coastal Development Areas) | Čan-ťiang        | Kuang-tung |
| Oblasti pobřežního rozvoje (angl. Coastal Development Areas) | Pej-chaj         | Kuang-si   |